# 宫福清
宫福清（1967年3月—），男，满族，中华人民共和国政治人物。现任大连市政协主席、党组书记，中国医科大学党委书记。